# Ronnie Whelan
Ronald Andrew Whelan (25 de setembre de 1961) és un exfutbolista irlandès de la dècada de 1980.
Fou internacional amb la selecció de la República d'Irlanda amb la que participà en la Copa del Món de futbol de 1990 i 1994.
Pel que fa a clubs, defensà els colors de Liverpool durant quinze temporades.

## Palmarès
Liverpool
- Football League First Division (6): 1981-82, 1982-83, 1983-84, 1985-86, 1987-88, 1989-90
- FA Cup (2): 1985-86, 1988-89
- League Cup (3): 1981-82, 1982-83, 1983-84
- Super Cup (1): 1986-87
- FA Charity Shield (5): 1982, 1986, 1988, 1989, 1990
- Copa d'Europa de futbol (1): 1983-84